# اروين لور
اروين لور (بالألمانية: Erwin Lohr) (و. 1880 – 1951 م) هو فيزيائي، وأستاذ جامعي من النمسا . ولد في بودابست.